# Милосрдне сестре Светог Вицента од Паула
Милосрдне сестре Св. Вицента од Паула једноставно по имену милосрдне сестре, (у СФРЈ «Фрањевке безгрешног зачећа» или «Кћери Божје љубави») су женска хуманитарна конгрегација католичких редова лазариста или викентијаца Св. Вицента од Паула.

## Организација
Милосрдне сестре не примају манастирски завјет. Имају потпуну слободу грађанског живота и брака. У XX вијеку милосрдне сестре су биле најмногобројнија женска конгрегација.1998. године конгрегација је бројала 24,982 медицинских сестара у 2.757 манастира широм свијета.

## Историја
Конгрегацију је основао Ст. Вицент од Паула и суоснивач Луиза Марилак светица Римокатоличке цркве. Милосрдним сестрама је дозвољен живот иза зидова манастира. Ст. Винцент од Паула је нови покрет описао "њихов манастир биће кућа пацијената, њихова капела - парохијска црква, њихова ћелија-изнајмљена соба, њихова решетка - "Страх од Бога".
Југословенска провинција кћери хришћанске љубави основана је у Љубљани 1919, а прве сестре су дошле у Београд 1920, по позиву једног санаторијума. Касније су, уз дозволу СПЦ, сестре радиле и у Државној болници. Имале су самостан на Чукарици, поред католичке цркве Ћирила и Метода.

## Милосрдне сестре у Црној Гори
У новонасталој држави СФРЈ њихово поријекло у Црној Гори повезано је са
идеологијом Анте Старчевића. Опадањем броја православних монахиња и монашког свештенства (73,7% у поређењу са стањем из1941).«Протјеране» из Хрватске, Словеније, и Босне и Херцеговине, један број ових римокатоличких милосрдница нашао је уточиште у НР Црној Гори. Убрзо cу задобиле симпатије не само медицинског особља и пацијената, већ и најистакнутијих црногорских политичара: Блажа Јовановића, Филипа Бајковића, Андрије Мугоше и осталих грађана у срединама у којима су радиле. Број женске конгрегације римокатоличких редовница у Црној Гори је латентно растао. Оне су свој боравак у Црној Гори првенствено дуговале прагматичним мотивима, који су надилазили идеолошке баријере комунизма. Марљиве и бодре, стручне и савјесне, милосрдне сестре и поред препорука савезних органа да им се онемогући даљи рад црногорски политичари cу имали флексибилно и толерантно становиште према настављању рада милосрдниx сестара.

## Реорганизација 1983.
Свети папа Јован Павле II 1983. године реактивира принципе социјалне доктрине Папе Лава XIII јасно подвлачећи улогу Свете столице у конгрегацији «Каритас» . Каритас има обрт од преко 5,5 милијарди долара. У Бугарској "Каритас" постоји од 1990. године.
"Каритас" је имао изузетан значај хуманитарних дјелатности као једина органицазија преко које је СФОР могао да координише помоћ жртвама сукоба у
Операцији Олуја, Опсади Сарајева, Блокади Дубровника и многим другим.